# Tres dies de Valclusa
Els Tres dies de Valclusa és una competició ciclista per etapes francesa que es disputa al departament de Valclusa. La primera edició es disputà el març de 2007, formant part de l'UCI Europa Tour, amb una categoria 2.2. El 2010 no es disputà per manca de finançament.

## Palmarès
| Any  | Vencedor               | Segon                 | Tercer                 |
| ---- | ---------------------- | --------------------- | ---------------------- |
| 2007 | Sébastien Turgot (FRA) | Nicolas Vogondy (FRA) | Andrei Kliúiev (RUS)   |
| 2008 | Nicolas Vogondy (FRA)  | Jakob Fuglsang (DEN)  | Serguei Firsànov (RUS) |
| 2009 | David Le Lay (FRA)     | Maxime Bouet (FRA)    | Martin Pedersen (DEN)  |
| 2010 | No disputada           | No disputada          | No disputada           |